# Kaukasisk lilja
Kaukasisk lilja (Lilium monadelphum) är en art i familjen liljeväxter. Förekommer i norra Kaukasus. Den odlas som trädgårdsväxt i Sverige.
Kaukasisk lilja är en flerårig ört med lök och blir 50-180 cm hög. Löken är äggrund till sfärisk, till mer än 10 cm i diameter. Bladen är lansettlika, till 15 cm långa. Blommorna sitter upp till 20 stycken i en klase, de är nickande eller hängande, trumpetformade och väldoftande. Hyllebladen är stark tillbakarullade, gräddfärgade till gula, med eller utan lila fläckar. Ståndarna är fria eller bildar ett rör kring fruktämnet. Ståndarknapparna är gula med gult till orangegult pollen. Frukten är en kapsel. Fröna är ljusgroende.

## Underarter
Två underarter kan urskiljas:
- subsp. monadelphum - har ståndare som är sammanväxta vid basen.
- subsp. armenum - har ståndare som är fria vid basen.

## Odling
Kaukasisk lilja behöver väldränerad, poös och mullrik jord, gärna i halvskugga och tål kalk. Fröna gror tidigast två år efter sådden, de tar minst 6 år innan de blommar.

## Synonymer
subsp. monadelphum
- Lilium loddigesianum Schult. & Schult.f.
- Lilium georgicum Manden.

subsp. armenum (Miscz. ex Grossh.) Kudrjasch.
- Lilium armenum (Miscz. ex Grossh.) Manden
- Lilium monadelphum var. armenum (Miscz. ex Grossh.) P.H.Davis & D.M.Hend
- Lilium szovitsianum var. armenum Miscz. ex Grossh

### Webbkällor
- Aldén, B. & Ryman, S. (red.) (2005-). ”Svensk Kulturväxtdatabas (SKUD)”. CBM, Alnarp. http://skud.info. Läst 27 juli 2009.
- Westerberg, P. ”Liljeängen”. http://www.retoric.com/liljor/index.htm. Läst 5 augusti 2009.
- Wikimedia Commons har media som rör Kaukasisk lilja.